# Ada Initiative
Ada Initiative était une organisation à but non lucratif qui cherchait à accroître la participation des femmes au mouvement de la culture libre, à la technologie et la culture de l'open source. L'organisation est fondée en 2011 par Valerie Aurora, développeuse du noyau Linux et défenseure de l'open source, et Mary Gardiner, fondatrice et développeuse de l'open source (fondatrice d'AussieChix, la plus grande organisation australienne pour les femmes dans l'open source). Elle portait le nom d'Ada Lovelace, qui est souvent célébrée comme la première programmeuse informatique au monde, tout comme le langage de programmation Ada.
En août 2015, le conseil d'administration d'Ada Initiative annonce la fermeture de l'organisation pour octobre. Selon cette annonce, les dirigeantes d'Initiative décident de se retirer et l'organisation n'est pas en mesure de trouver des cheffes en remplacement qui soient acceptables.

## Histoire

Ada Lovelace, gravure sur bois graphique de Colin Adams d'après l'aquarelle originale d'Alfred Edward Chalon.

Valerie Aurora, déjà militante pour les femmes dans l'open source, rejoint Mary Gardiner et les membres de Geek Feminism pour élaborer des politiques anti-harcèlement lors des conférences en informatique, après l'agression sexuelle de Noirin Shirley à l'ApacheCon 2010. Aurora quitte alors son poste de développeuse de noyau Linux chez Red Hat et, avec Gardiner, fonde Ada Initiative en février 2011.
En 2014, Valerie Aurora annonce son intention de quitter son poste de directrice exécutive d'Ada Initiative et un comité de recrutement de cadres est formé pour la remplacer. Mary Gardiner, directrice générale adjointe, choisie, elle, de ne pas être candidate. Le comité, présidé par Sumana Harihareswara et Mary Gardiner, annonce en mars 2015 qu'Ada Initiative a embauché Crystal Huff en tant que nouvelle directrice exécutive. Huff, ancienne de Luminoso à Boston, continue de travailler dans le Massachusetts tout en s'occupant de son nouveau rôle. 
En août 2015, Ada Initiative annonce la fermeture de l'organisation à la mi-octobre 2015. Cette annonce décrit le défi en matière de leadership auquel doit faire face l'organisation : aucune des cofondatrices n’a l’intention de rester directrice exécutive. D'après l'article sur le site Web d'Ada Initiative : 

« Nous avions le sentiment que la probabilité de trouver une nouvelle directrice générale capable de prendre la place de Valerie était faible. Nous avons également envisagé plusieurs autres options pour poursuivre l’organisation, notamment en modifiant ses programmes ou en devenant uniquement des bénévoles. Après de longues délibérations, le conseil d’administration a décidé d’arrêter de manière ordonnée l’initiative Ada, mais avec l'idée que l’organisation ouvrirait ses sources, ses connaissances et ses expertises sous une forme librement réutilisable et modifiable. Nous ne pensons pas que les organisations à but non lucratif doivent exister pour toujours. L'initiative Ada a accompli un travail remarquable et nous en sommes ravis. »

La précédente embauche de Crystal Huff, annoncée plusieurs mois plus tôt, n’est pas « cette embauche n’a pas fonctionné ».

## Administration
Tous les services fournis par l’Initiative Ada sont bénévoles et l’organisation est soutenu par les dons de ses membres. À l'été 2011, Ada Initiative lance une campagne de collecte de fonds de démarrage avec un but initiale de 100 donateurs. La campagne s'achève six jours avant la date prévue. Le premier sponsor principal de l’organisation est Linux Australia (en) qui apporte son soutien aux côtés de Puppet Labs, DreamHost (en), The Mail Archive et Google. Aurora et Gardiner sont les seules membres du personnel, occupant des rôles à temps plein dans l'organisation. 

### Conseil et conseil consultatif
Ada Initiative est régie par un conseil d’administration composé de sept membres, qui supervise la gestion. Le conseil d'administration comprend Mary Gardiner, Sue Gardner, Amelia Greenhall (en), Rachel Chalmers, Alicia Gibb, Andrea Horbinski et Marina Zhourakhinskaïa.

## Les initiatives

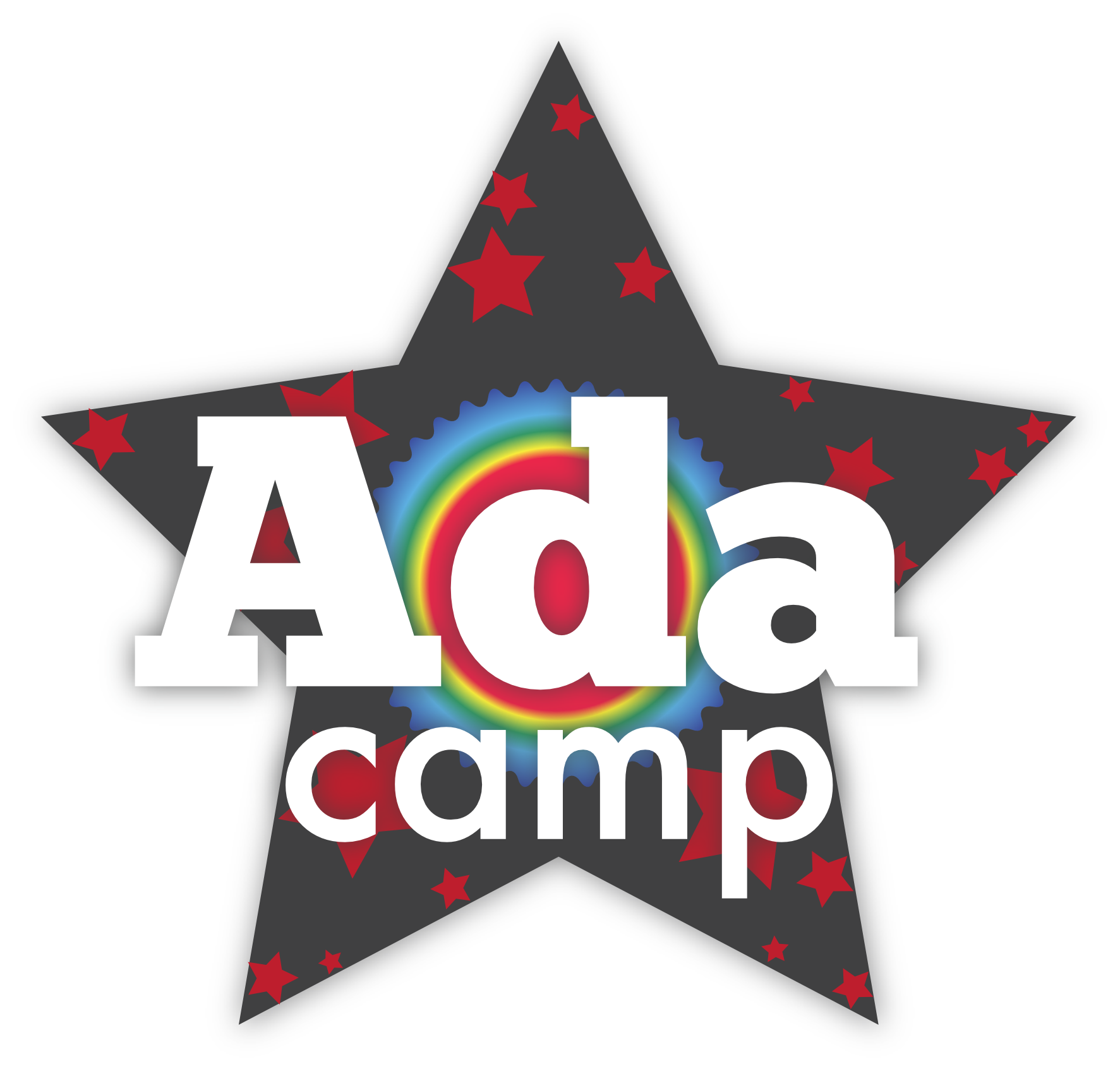
Logo de, la non-conférence pour les femmes en mode ouvert.

En collaboration avec des membres de LinuxChix, Geek Feminism et d’autres groupes, Ada Initiative élabore des politiques de lutte contre le harcèlement pour les conférences. Ada Initiative travaille également avec les organisateurs de conférences open source pour adopter, créer et communiquer des politiques visant à rendre les conférences plus sûres et plus attrayantes pour tous les participants, en particulier les femmes. Des conférences telles que les sommets de développeurs Ubuntu et tous les événements de la Fondation Linux, y compris la LinuxCon, adoptent des règles basées sur le travail d'Ada Initiative. 
Ada Initiative élabore aussi un cadre politique pour la création d'une bourse d'études Women in Open Source et de guides de programmation pour les projets et événements de sensibilisation. L'organisation organise également des ateliers et des formations. Ces ateliers et programmes comprennent des ateliers Alliés pour les supporters masculins et institutionnels et des programmes « First Patch Week », qui encouragent les femmes à participer aux logiciels libres et à code ouvert (FOSS) grâce au mentorat. Le cadre de l'atelier est disponible gratuitement bien qu'Ada Initiative propose des animatrices pour animer les ateliers. 
En encourageant la participation des femmes à la culture open source, Ada Initiative encourage les femmes à s’engager dans l’open source de manière professionnelle et à temps plein — et pas seulement en tant que bénévoles. L'organisation effectue également des recherches sur les rôles et les expériences des femmes dans l'open source, en mettant l'accent sur l'actualisation de la recherche ; la dernière enquête sur la parité hommes-femmes dans les logiciels libres a été réalisée en 2006. Une méthodologie de recherche et une nouvelle enquête sont produites en 2011 puis une nouvelle est faite en 2013 dans l’espoir de fournir une ressource standard au secteur. L’enquête de 2011 invite des participants de tous les genres et s’intéresse à des sujets concernant les logiciels libres, le matériel informatique, la cartographie ouverte et d’autres domaines liés au code source libre, ainsi qu’à la culture libre telle que Creative Commons, l’activisme en ligne, l'application composite, le Maker Faire, le hackerspace et les communautés associées. 
L'Initiative Ada es l'organisateur d'AdaCamp (en), une conférence « destinée à accroître la participation des femmes à la technologie et à la culture ouvertes ». Sept AdaCamps ont lieu entre 2012 et 2015,,.

## Présentation de Violet Blue sur la sécurité
En février 2013, les organisateurs de la conférence Security B-Sides à San Francisco annulent le discours de la conférencière Violet Blue sur le thème « Drogues sexuelles +/- : connaissances et exploits connus », en raison des inquiétudes soulevées par Ada Initiative selon lesquelles le texte contient des déclencheurs de viol, ainsi que par le fait qu'Ada Initiative a envisagé le sujet comme off-topic pour une conférence sur la sécurité. L'annulation brutale provoque d'intenses discussions dans le secteur de la sécurité de l'information. Après la manifestation à B-Sides SF, le principal organisateur, Ian Fung, présente son compte-rendu des interactions entre Blue, Aurora et Ada Initiative sur la page de couverture de B-Sides SF, contredisant ainsi certaines affirmations d'Ada Initiative et de Blue. 